# Statsløs
Med statsløs betegnes en person, der ikke har statsborgerskab i noget land.
Problemet kan opstå, fordi der i forskellige lande er forskellige regler for erhvervelse af statsborgerskabet. Det kan f.eks. være betinget af fødested og/eller forældrenes statsborgerskab. I andre tilfælde kan personer være frataget deres oprindelige statsborgerskab som led i politisk forfølgelse.